# 시야바슈

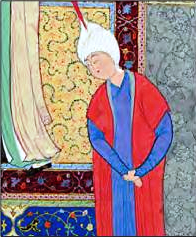

시야바슈(페르시아어: سياووش)는 페드로우시의 샤나메의 인물이다. 그는 전설적인 페르시아 왕자로 페르시아 제국의 초기의 인물이다. 그는 이란의 샤인 카이 카부스의 왕자로 그의 계모 수다베의 부왕을 배반하라는 유혹을 거절하고 스스로 투란으로 도망쳤다. 그곳에서 그는 아프라시아브에 의해 처형되었는데 그는 후에 그의 아들 카이 호스로우에 의해 보복되었다. 그의 이름은 흑마를 지난자라는 의미로 샤나메에 따르면 그의 말이름은 샤브랑 베자드였다.

## 같이 보기
- 요셉
- 보디발의 아내
- 히아킨토스
- 아도니스
- 탐무즈